# Дімітріс Гутас
Дімітріс Гутас (грец. Δημήτρης Γούτας, нар. 4 квітня 1994, Кавала) — грецький футболіст, захисник клубу «Лех». Виступав, зокрема, за клуб «Шкода Ксанті», а також молодіжну збірну Греції.

## Клубна кар'єра

### «Шкода Ксанті»
Народився 4 квітня 1994 року в місті Кавала. Вихованець футбольної школи клубу «Шкода Ксанті». У 2008 році з 20-а забитими м'ячами допоміг «Ксанті U-15» виграти чемпіонат Греції у цій категорії. Спочатку грав у нападі, проте в сезоні 2009/10 років був переведений на позицію центрального захисника. Влітку 2012 року був переведений до першої команди клубу. Дебютував на професіональному рівні 28 жовтня 2012 року у нічийному (0:0) виїзному поєдинку проти «Верії». 9 грудня відзначився дебютним голом на професіональному рівні, у переможному (4:0) домашньому поєдинку проти «Паніоніса». 13 березня 2013 року Гутас відзначився своїм другим голом на професіональному рівні, у переможному (2:0) виїзному поєдинку проти «Пантракікоса». У 2015 році допоміг «Ксанті» дійти до фіналу кубку Греції, де його команда поступилася «Олімпіакосу» (1:3). 
Вдалими виступами звернув на себе увагу інших клубів. Загалом у команді провів чотири сезони, взявши участь у 76 матчах чемпіонату.

### Олімпіакос
17 липня 2015 року підписав контракт з  «Олімпіакосом», його колишня команда отримала 800 000 євро відступних та право на 30 % від наступного перепродажу гравця. Однак через негаразди зі здоров'ям пропустив майже весь період передсезонної підготовки. 9 жовтня 2015 року дебютував за «Олімпіакос» у програному (2:4) товариському матчі проти «Паніоніса». 

### Оренди
23 грудня 2015 року «Олімпіакос» відправив Дімітріса в оренду до завершення сезону до його колишнього клубу — «Шкоди Ксанті». Клуб з Пірея повернув Гутаса назад вже влітку, проте гравець не провів жодного офіційного поєдинку у червоній футболці. 9 січня 2016 року дебютував у футболці нової-старої команди в стартовому складі програного (1:2) поєдинку проти АЕКа.
22 серпня 2016 року Дімітріс став третім футболістом з Греції у складі «Кортрейка», бельгійський клуб домовився з «Олімпіакосом» про річну оренду футболіста. 17 вересня 2016 року Дімітріс дебютував за нову команду в стартовому складі програного (1:2) виїзного поєдинку проти «Зюлте-Варегема». 8 серпня 2017 року Гутас став третім футболістом «Сент-Трюйдена», який перейшов влітку з Греції на правах річної оренди. Грек провів свій другий поспіль сезон у Лізі Жупіле. 26 жовтня 2017 року відзначився дебютним голом за нову команду в бельгійському чемпіонаті, допомігши оформити перемогу над «Рояль Ексель Мускрон».
28 серпня 2018 року стало відомо, що Дімітріс не входить в плани тренера «Олімпіакоса» Педру Мартінша. Після чого Гутас на запрошення Івана Джурджевича відправився в оренду (з можливістю викупу наступного літа) до польського «Леха». 16 вересня дебютував у Екстраклясі в програному (0:1) поєдинку проти варшавської «Легії»
До складу клубу «Лех» приєднався 2018 року. Станом на 5 березня 2019 року відіграв за команду з Познані 7 матчів в національному чемпіонаті.

## Виступи за збірні
10 жовтня 2012 року Гутас дебютував з юнацьку збірну Греції (U-19) у поєдинку кваліфікації юнацького Чемпіонату Європи проти матчу Молдови (0:0). 5 червня 2013 року відзначився дебютним голом у воротах за юнацьку збірну у воротах Хорватії (1:1). На юнацькому рівні взяв участь в 11 матчах, відзначився 2 голами.
28 червня 2013 року дебютував за молодіжну збірну (U-20) у відбірковому матчі чемпіонату світу проти Парагваю (1-1). На молодіжному рівні зіграв у 4 офіційних матчах.

## Особисте життя
Виріс у Потамії на острові Тасос.

## Титули і досягнення
- Володар Кубка Туреччини (1):

«Сівасспор»: 2021-22